# Zelotes mundus
Zelotes mundus är en spindelart som först beskrevs av Kulczynski 1897.  Zelotes mundus ingår i släktet Zelotes och familjen plattbuksspindlar. Inga underarter finns listade i Catalogue of Life.